# Кедарцидін
Кедарцидін — хромопротеїн протипухлинний препарат вперше виділений з актиноміцетів у 1992 році. Кедарцидін, ймовірно, виробляється мікроорганізмами для вбивства конкурентних бактерій. Оскільки це досягається шляхом пошкодження ДНК кедарцидін здатний також завдавати шкоди пухлинним клітинам. Кедарцидін є предметом наукових досліджень, як з точки зору його структурної складності, так і його протипухлинних властивостей.

## Відкриття та визначення структури
Кедарцидін був вперше виявлений в 1992 році, коли біологічні аналізи продемонстрували наявність  хромопротеїну здатного руйнувати ДНК у ферментаційній рідині штаму актиноміцетів. Участь непептидного хромофору було виявлено за допомогою УФ-спектроскопії, для виділення цього нековалентно зв'язаного хромофору було використано обернено-фазову хроматографію. Цей ізолят - кедарцидін хромофор - легко руйнується в умовах навколишнього середовища та, як було продемонстровано, має цитотоксичність 0,4 нг / мл для клітинної лінії HCT116.

## Механізм дії
Кедарцидіновий хромофор містить структурне ядро, що утворює руйнівні вільні радикали, а також придатки, що дозволяють речовині досягти ДНК-мішені. Наразі відомий лише загальний механізм пошкодження ДНК кедарцидіновим хромофором, однак деталі цього механізму остаточно невідомі.

## Використання в медицині
Внаслідок неспецифічної цитотоксичності, нестабільності і високої вартості виробництва, кедарцидін довго не досліджувався як терапевтичний препарат. Тим не менш, недавні наукові досягнення відкрили повністю синтетичний та біосинтетичний шляхи виробництва кедарцидіну у великих обсягах.

## Зовнішні посилання
- Kedarcidin, a new chromoprotein antitumor antibiotic. II. Isolation, purification and physico-chemical properties [Архівовано 13 травня 2019 у Wayback Machine.]